# Ириси (картина)
Ириси (Перуники, на френски: Les Iris) е картина на нидерландския художник Винсент ван Гог. Нарисувани са докато е в клиниката за душевно болни, близо до Сен Реми де Прованс, в годината преди да почине (1890 г.)
В картина се вижда влиянието на японската гравюра укийо-е, така както и в други творби на Ван Гог и някои негови съвременници. Това сходство се проявява в отделяне с контур на обектите, необичайни ракурса, наличие на детайлно нарисувани области и области „залети“ с плътни цветове, не съответстващи на реалността.

## Собственици
Първият собственик на платното е френският изкуствовед и анархист Октав Мирбо, платил за него 300 франка. През 1987 г. „Ириси“ става най-скъпо платената картина, постигайки рекорд, който удържа в продължение на 2,5 години.; по това време картината е продадена за 53,9 млн. долара на Алън Бонд, но той няма достатъчно пари, за да довърши сделката. През 1990 г. „Ириси“ е препродадена на музея Гети в Лос Анджелис.
През 2008 г. картината заема седма позиция в списъка на най-скъпите картини (при отчитане на инфлацията) и 18-о (без да се отчита инфлацията).